# Mechanicsville (Iowa)
Mechanicsville é uma cidade localizada no estado americano de Iowa, no Condado de Cedar.

## Demografia
Segundo o censo americano de 2000, a sua população era de 1173 habitantes.
Em 2006, foi estimada uma população de 1175, um aumento de 2 (0.2%).

## Geografia
De acordo com o United States Census Bureau tem uma área de
1,9 km², dos quais 1,9 km² cobertos por terra e 0,0 km² cobertos por água. Mechanicsville localiza-se a aproximadamente 281 m acima do nível do mar.

## Localidades na vizinhança
O diagrama seguinte representa as localidades num raio de 16 km ao redor de Mechanicsville.